# Mad Dog och Glory
Mad Dog och Glory (engelska: Mad Dog and Glory) är en amerikansk långfilm från 1993 i regi av John McNaughton, med Robert De Niro, Uma Thurman, Bill Murray och David Caruso i rollerna.

## Handling
Wayne Dobie (Robert De Niro) är en brottsplatsfotograf. Han är så  mesig att kollegorna kallar honom för "Mad Dog" bakom ryggen på honom. När Wayne råkar hamna mitt i ett rån lyckas han rädda livet på maffiabossen Frank Milo (Bill Murray). I belöning erbjuder Milo att ge Wayne en hel veckas tillgång till Glory (Uma Thurman), en av hans kvinnor.
Wayne får reda på att Glory håller på att betala av en skuld för att vara med honom och vill därefter inte ha nåt mer med Milo att göra. Glory och Wayne blir snart kära i varandra, men Milo kräver $40 000 för att släppa Glory annars kommer han skicka in sina hejdukar.

## Rollista
| Robert De Niro | – Wayne 'Mad Dog' Dobie |
| Uma Thurman    | – Glory                 |
| Bill Murray    | – Frank Milo            |
| David Caruso   | – Mike                  |
| Mike Starr     | – Harold                |
| Tom Towles     | – Andrew the Beater     |
| Kathy Baker    | – Lee                   |